# 리헨즈
리헨즈(본명: 손시우, 1998년 12월 24일~)는 대한민국의 리그 오브 레전드 프로게이머로 포지션은 서포터이다. 아이디는 Lehends를 사용하고 있다. 현재 농심 레드포스 소속이다.

## 선수 생활
2016년 5월 23일, 스베누 코리아에 입단하면서 프로 커리어를 시작했다.
2017년 1월, BPZ에 입단했다. 2017년 5월, 팀에서 퇴단했다.
2018시즌을 앞두고 그리핀에 입단했다. 2018 스프링 시즌 팀의 주전으로 활동하면서 팀의 챔피언스 승격에 기여했다. 2018 서머 시즌에서도 주전으로 활동하면서 팀의 결승 진출에 기여했다.
2019 스프링 시즌에서도 팀의 결승 진출에 기여했다. 2019 서머 시즌에서도 팀의 주전으로 활약하면서 팀의 준우승에 기여했다. 리프트 라이벌즈 2019에 참여했으며 LCK의 우승에 기여했다. 2018 롤드컵에서는 좋은 모습을 보여주면서 팀의 8강 진출에 기여했다.
2020시즌을 앞두고 원 소속팀인 그리핀이 그리핀 사건에 휘말리면서 팀에서 퇴단했다. 이후 한화생명 e스포츠에 입단했다. 스프링 시즌 리헨즈는 팀의 에이스로 활약했다. 하지만 팀의 부진을 이겨내지는 못했다. 서머 시즌을 앞두고 팀에 바이퍼가 영입되면서 그리핀 시절 이후 다시 한번 호흡을 맞추게 되었다. 하지만 팀의 부진을 막지 못했다.
2021시즌을 앞두고 아프리카 프릭스에 입단했다. 스프링 시즌 팀의 주전 서포터로 활동했다. 서머 시즌에서도 주전으로 활동하면서 팀의 포스트시즌 진출에 기여했다. 2021시즌 종료 후 팀에서 퇴단했다.
2022시즌을 앞두고 Gen.G에 입단했다. 입단 이후 젠지의 주전 서포터로 낙점받았다. 2022년 1월 17일에 치러진 DWG KIA와의 3세트 경기에서 서포터 신지드를 픽했으며 이 경기에서 신지드로 팀의 승리에 기여하면서 화제를 모았다. 이후로도 좋은 모습을 보여주면서 팀의 결승 진출에 기여했다. 하지만 팀은 결승전에서 T1을 상대로 패하면서 준우승에 머물렀다. 스프링 시즌 종료 이후 서드 팀에 선정되었다. 서머 시즌에서도 좋은 기량을 보여주면서 젠지의 강한 바텀을 만드는데 기여했다. 스프링 시즌에 이어서 다시 한 번 결승전에 올랐으며 T1을 3-0으로 제압하며 첫번째 LCK 우승을 달성했다. 서머 시즌 종료 후 LCK 퍼스트팀에 선정되었다. 리그 오브 레전드 월드 챔피언십 2022에서는 로스터에 포함되면서 참가했다. 월드 챔피언십 첫 경기인 로열 네버 기브업과의 경기에서는 신지드를 기용했지만 이번에는 패배를 피하지 못했다. 하지만 이후 이어진 경기에서는 좋은 모습을 보여주면서 팀의 4강 진출에 기여했다. 하지만 4강전에서 만난 DRX에게 3-1로 패배하며 탈락했다. 2022시즌 종료 후 FA를 선언하면서 팀을 떠났다.
2023시즌을 앞두고 KT 롤스터에 입단했다.
2024시즌을 앞두고 Gen.G에 입단했다.
2025시즌을 앞두고 농심 레드포스에 입단했다.

## 소속팀
| # | 팀명             | 소속 기간               | 소속 리그 | 비고 |
| - | ---------------- | ----------------------- | --------- | ---- |
| 1 | 스베누 코리아    | 2016.05.23 ~ 2016.10.07 | CK        |      |
| 2 | BPZ              | 2017.01.10 ~ 2017.05    | CK        |      |
| 3 | 그리핀           | 2017.11.19 ~ 2019.11.25 | CK LCK    |      |
| 4 | 한화생명 e스포츠 | 2019.12.02 ~ 2020.11.17 | LCK       |      |
| 5 | 아프리카 프릭스  | 2020.11.30 ~ 2021.11.16 | LCK       |      |
| 6 | Gen.G            | 2021.11.24 ~ 2022.11.22 | LCK       |      |
| 7 | KT 롤스터        | 2022.11.25 ~ 2023.11.21 | LCK       |      |
| 8 | Gen.G            | 2023.11.29 ~ 2024.11.19 | LCK       |      |
| 9 | 농심 레드포스    | 2024.11.22 ~            | LCK       |      |

## 수상 내역
- 리그 오브 레전드 챌린저스 코리아 스프링 2018 우승
- 리그 오브 레전드 챔피언스 코리아 서머 2018 준우승
- 2018 LoL KeSPA컵 우승
- 스무살우리 리그 오브 레전드 챔피언스 코리아 스프링 2019 준우승
- 우리은행 리그 오브 레전드 챔피언스 코리아 서머 2019 준우승
- 리프트 라이벌즈 2019 우승
- 리그 오브 레전드 월드 챔피언십 2019 8강
- 2022 리그 오브 레전드 챔피언스 코리아 스프링 준우승
- 2022 리그 오브 레전드 챔피언스 코리아 서머 우승
- 리그 오브 레전드 월드 챔피언십 2022 4강
- 2023 리그 오브 레전드 챔피언스 코리아 스프링 3위
- 2023 리그 오브 레전드 챔피언스 코리아 서머 정규시즌 최우수 선수
- 2023 리그 오브 레전드 챔피언스 코리아 서머 3위
- 리그 오브 레전드 월드 챔피언십 2023 8강
- 2024 리그 오브 레전드 챔피언스 코리아 스프링 우승
- 미드 시즌 인비테이셔널 2024 우승
- 미드 시즌 인비테이셔널 2024 파이널 최우수 선수
- 이스포츠 월드컵 2024 8강
- 2024 리그 오브 레전드 챔피언스 코리아 서머 준우승
- 리그 오브 레전드 월드 챔피언십 2024 4강